# Liga A1 de Vóley 2000-01
La Liga A1 de Vóley 2000-01 fue la quinta edición desde la implantación de esta competencia nacional de clubes. Se inició el 10 de noviembre de 2000 con el partido entre Vélez Sársfield y Regatas San Nicolás, y finalizó el 27 de abril de 2001 con el partido final entre Olympikus Azul y Club de Amigos, que coronó a Azul como campeón de su primer título.
Previamente a esta temporada hubo tensiones entre la Federación Metropolitana, que exigía que su torneo fuese clasificatorio a la Liga y la Federación Argentina de Voleibol, ente que organizaba la competencia.

## Equipos participantes
| Club                       | Localidad                 | Temporada 1999-00       | Camp. | Part. |
| -------------------------- | ------------------------- | ----------------------- | ----- | ----- |
| Club de Amigos             | Ciudad de Buenos Aires    | Semifinales (3.°)       | —     | 4     |
| Ferro                      | Ciudad de Buenos Aires    | Fase regular (8.°)      | —     | 4     |
| Hacoaj                     | Tigre, Buenos Aires       | Campeón (2.°)           | 1     | 4     |
| Luz y Fuerza               | Necochea, Buenos Aires    | Octavos de final (11.°) | 1     | 4     |
| Obras Sanitarias           | San Juan, San Juan        | Cuartos de final (5.°)  | —     | 4     |
| Olympikus Azul             | Azul, Buenos Aires        | Final (1.°)             | —     | 3     |
| Regatas Resistencia        | Resistencia, Chaco        | Fase regular (15.°)     | —     | 2     |
| Regatas San Nicolás Sonder | San Nicolás, Buenos Aires | Cuartos de final (8.°)  | —     | 2     |
| River Plate                | Ciudad de Buenos Aires    | Cuartos de final (6.°)  | 1     | 4     |
| Rosario Central            | Rosario, Santa Fe         |                         | —     | 2     |
| Scholem Aleijem            | Ciudad de Buenos Aires    | Octavos de final (7.°)  | —     | 2     |
| Social Monteros            | Monteros, Tucumán         | Fase regular (14.°)     | —     | 1     |
| UBA                        | Ciudad de Buenos Aires    | Semifinales (4.°)       | —     | 2     |
| Vélez Sársfield            | Ciudad de Buenos Aires    | Octavos de final (9.°)  | —     | 4     |

## Primera fase; fase regular
| Pos. | Equipo                            | PJ | PG | PP | SG | SP | TF   | TP   | Pts | Súper 4 |
| ---- | --------------------------------- | -- | -- | -- | -- | -- | ---- | ---- | --- | ------- |
| 1.°  | Club de Amigos                    | 26 | 20 | 6  |    |    |      |      | 46  | 49      |
| 2.°  | Olympikus Azul                    | 26 | 19 | 7  |    |    |      |      | 45  | 49      |
| 3.°  | Obras Sanitarias (San Juan)       | 26 | 19 | 7  | 60 | 32 | 2131 | 1997 | 45  | 51      |
| 4.°  | River Plate                       | 26 | 19 | 7  |    |    |      |      | 45  | 50      |
| 5.°  | Rosario Central                   | 26 | 16 | 10 |    |    |      |      | 42  |         |
| 6.°  | Social Monteros                   | 26 | 14 | 12 |    |    |      |      | 40  |         |
| 7.°  | Náutico Hacoaj                    | 26 | 14 | 12 |    |    |      |      | 40  |         |
| 8.°  | Vélez Sársfield                   | 26 | 13 | 13 |    |    |      |      | 39  |         |
| 9.°  | Scholem Aleijem                   | 26 | 12 | 14 |    |    |      |      | 38  |         |
| 10.° | UBA                               | 26 | 12 | 14 |    |    |      |      | 38  |         |
| 11.° | Ferro Carril Oeste (Buenos Aires) | 26 | 8  | 18 |    |    |      |      | 34  |         |
| 12.° | Regatas Resistencia               | 26 | 6  | 20 |    |    |      |      | 32  |         |
| 13.° | Luz y Fuerza (Necochea)           | 26 | 5  | 21 |    |    |      |      | 31  |         |
| 14.° | Regatas San Nicolás Sonder        | 26 | 5  | 21 |    |    |      |      | 31  |         |

|  |                                                      |
|  | Clasificados a cuartos de final.                     |
|  | Clasificados a la reclasificación; octavos de final. |
|  | Descendidos a la Liga A2 de Vóley Argentino.         |

## Torneo Súper 4
| Pos. | Equipo                      | PJ | PG | PP | Arr | Pts |
| ---- | --------------------------- | -- | -- | -- | --- | --- |
| 1.°  | Obras Sanitarias (San Juan) | 3  | 3  | 0  | 45  | 51  |
| 2.°  | River Plate                 | 3  | 2  | 1  | 45  | 50  |
| 3.°  | Olympikus Azul              | 3  | 1  | 2  | 45  | 49  |
| 4.°  | Club de Amigos              | 3  | 0  | 3  | 46  | 49  |

Todos los partidos jugados en el estadio Antonio Cena del Club El Ceibo, San Francisco, Córdoba.
| Fecha       | Hora  | Local          | Resul | Visitante      |
| ----------- | ----- | -------------- | ----- | -------------- |
| 16 de marzo | 19:00 | Club de Amigos | 2-3   | River Plate    |
| 16 de marzo | 21:00 | Obras (SJ)     | 3-0   | Olympikus Azul |
| 17 de marzo | 20:00 | Olympikus Azul | 1-3   | River Plate    |
| 17 de marzo | 22:00 | Obras (SJ)     | 3-2   | Club de Amigos |
| 18 de marzo | 20:00 | Club de Amigos | 2-3   | Olympikus Azul |
| 18 de marzo | 22:00 | Obras (SJ)     | 3-2   | River Plate    |

## Segunda fase; reclasificación
|  | Serie 1 |                     |   |  |
|  |         |                     |   |  |
|  | 5.°     | Rosario Central     | 3 |  |
|  | 5.°     | Rosario Central     | 3 |  |
|  | 12.°    | Regatas Resistencia | 0 |  |
|  | 12.°    | Regatas Resistencia | 0 |  |

|  | Serie 2 |                 |   |  |
|  |         |                 |   |  |
|  | 6.°     | Social Monteros | 3 |  |
|  | 6.°     | Social Monteros | 3 |  |
|  | 11.°    | Ferro (BA)      | 1 |  |
|  | 11.°    | Ferro (BA)      | 1 |  |

|  | Serie 3 |                |   |  |
|  |         |                |   |  |
|  | 7.°     | Náutico Hacoaj | 3 |  |
|  | 7.°     | Náutico Hacoaj | 3 |  |
|  | 10.°    | UBA            | 1 |  |
|  | 10.°    | UBA            | 1 |  |

|  | Serie 4 |                 |   |  |
|  |         |                 |   |  |
|  | 8.°     | Vélez Sarsfield | 0 |  |
|  | 8.°     | Vélez Sarsfield | 0 |  |
|  | 9.°     | Scholem Aleijem | 3 |  |
|  | 9.°     | Scholem Aleijem | 3 |  |

Rosario Central - Regatas Resistencia
| Fecha       | Local               | Resul | Visitante           | Set 1 | Set 2 | Set 3 | Set 4 | Set 5 |
| ----------- | ------------------- | ----- | ------------------- | ----- | ----- | ----- | ----- | ----- |
| 9 de marzo  | Rosario Central     | 3-1   | Regatas Resistencia | 25-23 | 23-25 | 25-17 | 25-19 | -     |
| 11 de marzo | Regatas Resistencia | 1-3   | Rosario Central     | 25-23 | 22-25 | 17-25 | 23-25 | -     |
| 13 de marzo | Regatas Resistencia | 1-3   | Rosario Central     | -     | -     | -     | -     | -     |

Náutico Hacoaj - UBA
| Fecha       | Local          | Resul | Visitante      | Set 1 | Set 2 | Set 3 | Set 4 | Set 5 |
| ----------- | -------------- | ----- | -------------- | ----- | ----- | ----- | ----- | ----- |
| 9 de marzo  | Náutico Hacoaj | 3-2   | UBA            | 19-25 | 25-19 | 25-20 | 22-25 | 15-13 |
| 11 de marzo | UBA            | 1-3   | Náutico Hacoaj | 25-23 | 15-25 | 23-25 | 23-25 | -     |
| 13 de marzo | UBA            | 3-1   | Náutico Hacoaj | 25-13 | 25-19 | 22-25 | 25-23 | -     |
| 17 de marzo | Náutico Hacoaj | 3-2   | UBA            | 21-25 | 26-24 | 29-31 | 25-18 | 15-7  |

Social Monteros - Ferro (Buenos Aires)
| Fecha       | Local            | Resul | Visitante       | Set 1 | Set 2 | Set 3 | Set 4 | Set 5 |
| ----------- | ---------------- | ----- | --------------- | ----- | ----- | ----- | ----- | ----- |
| 9 de marzo  | Social Monteros] | 3-1   | Ferro (BA)      | 25-22 | 23-25 | 25-23 | 25-20 | -     |
| 11 de marzo | Ferro (BA)       | 3-1   | Social Monteros | 25-22 | 25-20 | 26-28 | 27-25 | -     |
| 13 de marzo | Ferro (BA)       | 1-3   | Social Monteros | 18-25 | 25-22 | 20-25 | 17-25 | -     |
| 17 de marzo | Social Monteros  | 3-2   | Ferro (BA)      | 25-19 | 22-25 | 25-20 | 19-25 | 19-17 |

Vélez Sarsfield - Scholem Aleijem
| Fecha       | Local           | Resul | Visitante       | Set 1 | Set 2 | Set 3 | Set 4 | Set 5 |
| ----------- | --------------- | ----- | --------------- | ----- | ----- | ----- | ----- | ----- |
| 9 de marzo  | Vélez Sarsfield | 0-3   | Scholem Aleijem | 20-25 | 21-25 | 16-25 | -     | -     |
| 11 de marzo | Scholem Aleijem | 3-1   | Vélez Sársfield | 23-25 | 25-16 | 28-26 | 25-19 | -     |
| 13 de marzo | Scholem Aleijem | 3-0   | Vélez Sarsfield | 28-26 | 25-22 | 25-22 | -     | -     |

## Tercera fase; permanencia
|  | Semifinales | Semifinales         | Semifinales |                     |      | Final      | Final | Final |  |
|  |             |                     |             |                     |      |            |       |       |  |
|  |             |                     |             |                     |      |            |       |       |  |
|  | 8.°         | Vélez Sarsfield     | 2           |                     |      |            |       |       |  |
|  | 8.°         | Vélez Sarsfield     | 2           |                     |      |            |       |       |  |
|  | 12.°        | Regatas Resistencia | 0           |                     |      |            |       |       |  |
|  | 12.°        | Regatas Resistencia | 0           |                     | 11.° | Ferro (BA) | 2     |       |  |
|  |             |                     |             |                     | 11.° | Ferro (BA) | 2     |       |  |
|  |             |                     | 12.°        | Regatas Resistencia | 1    |            |       |       |  |
|  | 10.°        | UBA                 | 12.°        | Regatas Resistencia | 1    | 2          |       |       |  |
|  | 10.°        | UBA                 |             |                     |      | 2          |       |       |  |
|  | 11.°        | Ferro (BA)          | 0           |                     |      |            |       |       |  |
|  | 11.°        | Ferro (BA)          | 0           |                     |      |            |       |       |  |
|  |             |                     |             |                     |      |            |       |       |  |

### Primera ronda
Vélez Sarsfield - Regatas Resistencia
| Fecha       | Local               | Resul | Visitante           | Set 1 | Set 2 | Set 3 | Set 4 | Set 5 |
| ----------- | ------------------- | ----- | ------------------- | ----- | ----- | ----- | ----- | ----- |
| 27 de marzo | Regatas Resistencia | 2-3   | Vélez Sársfield     | 21-25 | 25-23 | 22-25 | 25-22 | 12-15 |
| 30 de marzo | Vélez Sársfield     | 3-0   | Regatas Resistencia | 25-18 | 25-15 | 25-17 | -     | -     |

UBA - Ferro (Buenos Aires)
| Fecha       | Local      | Resul | Visitante  | Set 1 | Set 2 | Set 3 | Set 4 | Set 5 |
| ----------- | ---------- | ----- | ---------- | ----- | ----- | ----- | ----- | ----- |
| 27 de marzo | Ferro (BA) | 1-3   | UBA        | 21-25 | 21-25 | 25-20 | 19-25 | -     |
| 31 de marzo | UBA        | 3-0   | Ferro (BA) | 25-20 | 25-20 | 25-17 | -     | -     |

### Segunda ronda
Ferro (Buenos Aires) - Regatas Resistencia
| Fecha       | Local               | Resul | Visitante           | Set 1 | Set 2 | Set 3 | Set 4 | Set 5 |
| ----------- | ------------------- | ----- | ------------------- | ----- | ----- | ----- | ----- | ----- |
| 11 de abril | Regatas Resistencia | 3-2   | Ferro (BA)          | 25-23 | 25-16 | 20-25 | 17-25 | 15-13 |
| 13 de abril | Ferro (BA)          | 3-0   | Regatas Resistencia | 25-14 | 26-24 | 25-14 | -     | -     |
| 14 de abril | Ferro (BA)          | 3-0   | Regatas Resistencia | 25-16 | 25-23 | 25-22 | -     | -     |

- Ferro Carril Oeste (Buenos Aires) juega un repechaje contra el subcampeón de la Liga A2.[15][16]
- Regatas Resistencia desciende a la Liga A2.[15]

## Tercera fase; repechaje
Ferro Carril Oeste (Buenos Aires) - Mendoza de Regatas
Ferro Carril Oeste de Buenos Aires venció en la serie al subcampeón del Torneo Nacional de Ascenso de vóley, Mendoza de Regatas y mantuvo la categoría.

## Tercera fase; play offs
|  | Cuartos de final | Cuartos de final | Cuartos de final |                |     | Semifinales      | Semifinales | Semifinales |  |     | Final          | Final | Final |  |
|  |                  |                  |                  |                |     |                  |             |             |  |     |                |       |       |  |
|  |                  |                  |                  |                |     |                  |             |             |  |     |                |       |       |  |
|  | 1.°              | Obras (San Juan) | 3                |                |     |                  |             |             |  |     |                |       |       |  |
|  | 1.°              | Obras (San Juan) | 3                |                |     |                  |             |             |  |     |                |       |       |  |
|  | 9.°              | Rojas Scholem    | 1                |                |     |                  |             |             |  |     |                |       |       |  |
|  | 9.°              | Rojas Scholem    | 1                |                | 1.° | Obras (San Juan) | 0           |             |  |     |                |       |       |  |
|  |                  |                  |                  |                | 1.° | Obras (San Juan) | 0           |             |  |     |                |       |       |  |
|  |                  |                  | 4.°              | Club de Amigos | 3   |                  |             |             |  |     |                |       |       |  |
|  | 4.°              | Club de Amigos   | 4.°              | Club de Amigos | 3   | 3                |             |             |  |     |                |       |       |  |
|  | 4.°              | Club de Amigos   |                  |                |     |                  |             |             |  |     |                |       |       |  |
|  | 5.°              | Rosario Central  | 1                |                |     |                  |             |             |  |     |                |       |       |  |
|  | 5.°              | Rosario Central  | 1                |                |     |                  |             |             |  | 3.° | Olympikus Azul | 4     |       |  |
|  |                  |                  |                  |                |     |                  |             |             |  | 3.° | Olympikus Azul | 4     |       |  |
|  |                  |                  | 4.°              | Club de Amigos | 1   |                  |             |             |  |     |                |       |       |  |
|  | 3.°              | Olympikus Azul   | 4.°              | Club de Amigos | 1   | 3                |             |             |  |     |                |       |       |  |
|  | 3.°              | Olympikus Azul   |                  |                |     |                  |             |             |  |     |                |       |       |  |
|  | 6.°              | Social Monteros  | 1                |                |     |                  |             |             |  |     |                |       |       |  |
|  | 6.°              | Social Monteros  | 1                |                | 3.° | Olympikus Azul   | 3           |             |  |     |                |       |       |  |
|  |                  |                  |                  |                | 3.° | Olympikus Azul   | 3           |             |  |     |                |       |       |  |
|  |                  |                  | 6.°              | Náutico Hacoaj | 1   |                  |             |             |  |     |                |       |       |  |
|  | 2.°              | River Plate      | 6.°              | Náutico Hacoaj | 1   | 0                |             |             |  |     |                |       |       |  |
|  | 2.°              | River Plate      |                  |                |     |                  |             |             |  |     |                |       |       |  |
|  | 7.°              | Náutico Hacoaj   | 3                |                |     |                  |             |             |  |     |                |       |       |  |
|  | 7.°              | Náutico Hacoaj   | 3                |                |     |                  |             |             |  |     |                |       |       |  |
|  |                  |                  |                  |                |     |                  |             |             |  |     |                |       |       |  |

### Cuartos de final
Obras Sanitarias (San Juan) - Scholem Aleijem
| Fecha       | Local           | Resul | Visitante       | Set 1 | Set 2 | Set 3 | Set 4 | Set 5 |
| ----------- | --------------- | ----- | --------------- | ----- | ----- | ----- | ----- | ----- |
| 23 de marzo | Obras (SJ)      | 3-2   | Scholem Aleijem | 30-28 | 25-20 | 20-25 | 25-27 | 15-13 |
| 25 de marzo | Scholem Aleijem | 3-0   | Obras (SJ)      | 25-20 | 25-18 | 25-23 | -     | -     |
| 27 de marzo | Scholem Aleijem | 1-3   | Obras (SJ)      | 18-25 | 23-25 | 25-22 | 19-25 | -     |
| 30 de marzo | Obras (SJ)      | 3-2   | Scholem Aleijem | 25-19 | 22-25 | 25-16 | 22-25 | 17-15 |

Club de Amigos - Rosario Central
| Fecha       | Local           | Resul | Visitante       | Set 1 | Set 2 | Set 3 | Set 4 | Set 5 |
| ----------- | --------------- | ----- | --------------- | ----- | ----- | ----- | ----- | ----- |
| 23 de marzo | Club de Amigos  | 2-3   | Rosario Central | 25-22 | 23-25 | 25-18 | 21-25 | 15-12 |
| 25 de marzo | Rosario Central | 1-3   | Club de Amigos] | 25-18 | 27-25 | 26-24 | 25-20 | -     |
| 27 de marzo | Rosario Central | 1-3   | Club de Amigos  | -     | -     | -     | -     | -     |
| 30 de marzo | Club de Amigos  | 3-1   | Rosario Central | 25-20 | 25-23 | 21-25 | 25-20 | -     |

Olympikus Azul - Social Monteros
| Fecha       | Local           | Resul | Visitante       | Set 1 | Set 2 | Set 3 | Set 4 | Set 5 |
| ----------- | --------------- | ----- | --------------- | ----- | ----- | ----- | ----- | ----- |
| 23 de marzo | Olympikus Azul  | 3-0   | Social Monteros | 25-22 | 25-19 | 25-17 | -     | -     |
| 25 de marzo | Social Monteros | 3-1   | Olympikus Azul  | -     | -     | -     | -     | -     |
| 27 de marzo | Social Monteros | 1-3   | Olympikus Azul  | -     | -     | -     | -     | -     |
| 30 de marzo | Olympikus Azul  | 3-0   | Social Monteros | 25-19 | 25-19 | 25-17 | -     | -     |

River Plate - Náutico Hacoaj
| Fecha       | Local          | Resul | Visitante      | Set 1 | Set 2 | Set 3 | Set 4 | Set 5 |
| ----------- | -------------- | ----- | -------------- | ----- | ----- | ----- | ----- | ----- |
| 23 de marzo | River Plate    | 1-3   | Náutico Hacoaj | 23-25 | 25-19 | 25-20 | 25-13 | -     |
| 25 de marzo | Náutico Hacoaj | 3-2   | River Plate    | 18-25 | 25-16 | 25-22 | 14-25 | 15-13 |
| 27 de marzo | Náutico Hacoaj | 3-0   | River Plate    | 25-21 | 25-22 | 25-11 | -     | -     |

### Semifinales
Obras Sanitarias (San Juan) - Club de Amigos
| Fecha      | Local          | Resul | Visitante      | Set 1 | Set 2 | Set 3 | Set 4 | Set 5 |
| ---------- | -------------- | ----- | -------------- | ----- | ----- | ----- | ----- | ----- |
| 4 de abril | Obras (SJ)     | 0-3   | Club de Amigos | 24-26 | 18-25 | 20-25 | -     | -     |
| 6 de abril | Club de Amigos | 3-0   | Obras (SJ)     | 25-17 | 25-18 | 25-23 | -     | -     |
| 8 de abril | Club de Amigos | 3-1   | Obras (SJ)     | 23-25 | 26-24 | 25-18 | 25-22 | -     |

Olympikus Azul - Náutico Hacoaj
| Fecha       | Local          | Resul | Visitante      | Set 1 | Set 2 | Set 3 | Set 4 | Set 5 |
| ----------- | -------------- | ----- | -------------- | ----- | ----- | ----- | ----- | ----- |
| 4 de abril  | Olympikus Azul | 2-3   | Náutico Hacoaj | 22-25 | 23-25 | 25-19 | 25-23 | 11-15 |
| 6 de abril  | Náutico Hacoaj | 2-3   | Olympikus Azul | 24-26 | P-G   | G-P   | G-P   | 14-16 |
| 9 de abril  | Náutico Hacoaj | 0-3   | Olympikus Azul | 20-25 | 27-29 | 17-25 | -     | -     |
| 11 de abril | Olympikus Azul | 3-0   | Náutico Hacoaj | 25-20 | 25-21 | 25-17 | -     | -     |

### Final
Club de Amigos - Olympikus Azul
| Fecha       | Local          | Resul | Visitante      | Set 1 | Set 2 | Set 3 | Set 4 | Set 5 |
| ----------- | -------------- | ----- | -------------- | ----- | ----- | ----- | ----- | ----- |
| 18 de abril | Olympikus Azul | 3-0   | Club de Amigos | 25-20 | 25-15 | 25-23 | -     | -     |
| 20 de abril | Olympikus Azul | 3-0   | Club de Amigos | 25-22 | 25-23 | 25-16 | -     | -     |
| 22 de abril | Club de Amigos | 3-0   | Olympikus Azul | 29-27 | 25-21 | 25-23 | -     | -     |
| 24 de abril | Club de Amigos | 2-3   | Olympikus Azul | 25-22 | 23-25 | 19-25 | 25-21 | 13-15 |
| 27 de abril | Olympikus Azul | 3-1   | Club de Amigos | 24-26 | 25-14 | 25-18 | 25-19 | -     |

Campeón
Olympikus Azul
Primer título